# كرة قدم كندية

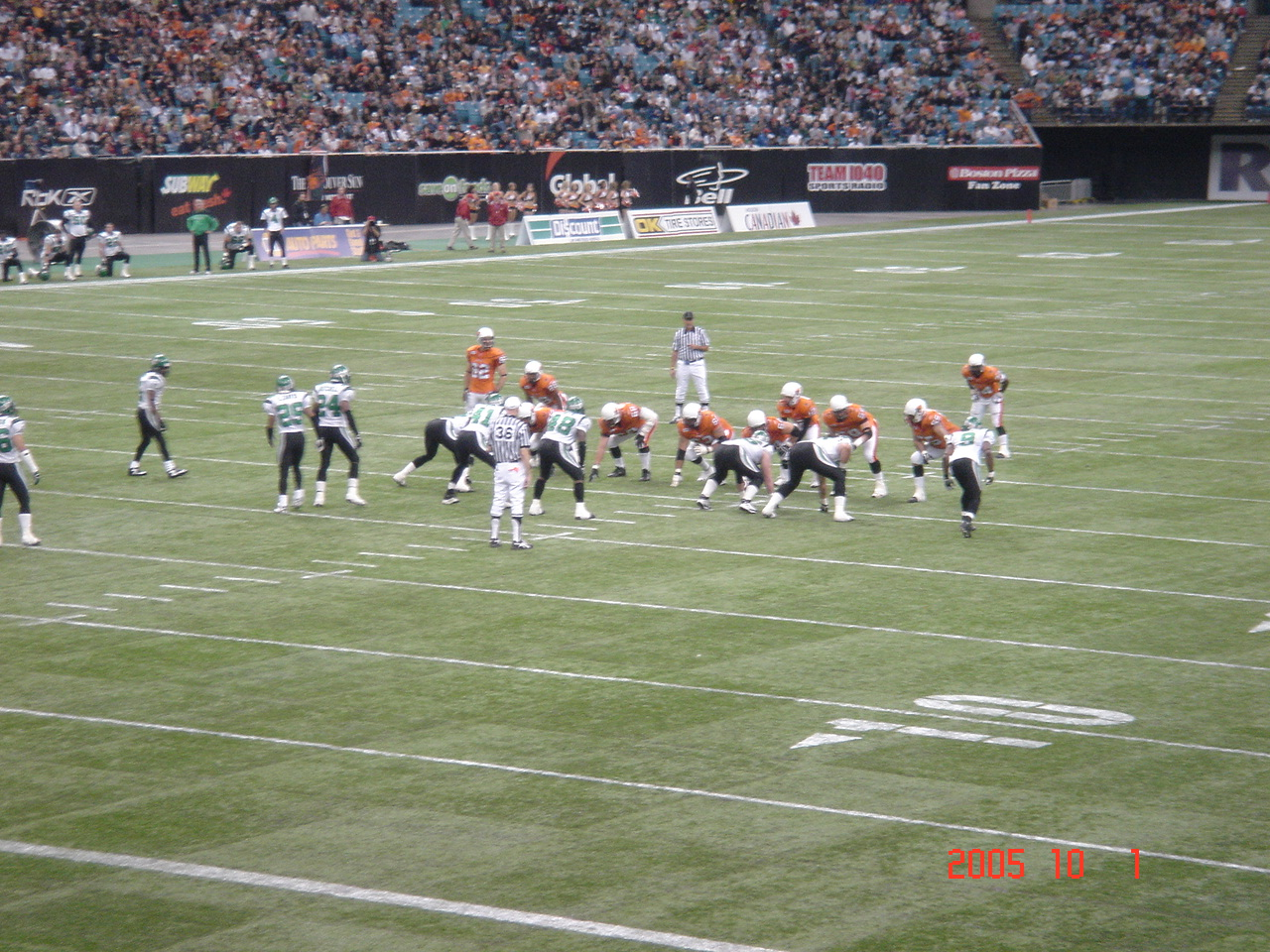
مباراة كرة قدم كندية

كرة القدم الكندية هي لعبة رياضية شبيهة بكرة القدم الأمريكية، تلعب في كندا. تجرى المباراة بين فريقين مكونين من 12 لاعباً، حيث يلعب الفريقان على ملعب طوله 110 ياردة. تستخدم في اللعبة كرة مفلطحة غير مدورة بالكامل، مماثلة للكرة المستخدمة في لعبة الرغبي ذات الحجم 3. يتقدم اللاعبون حاملين الكرة بذراعهم ويقومون بتمريرها إلى اللاعبين الآخرين في الفريق. لكل 10 ياردات يسمح للفريق بالتخطي ثلاث مرات، وإلا يحصل الفريق الثاني على الكرة. الدوري الاحترافي لكرة القدم الكندية (CFL) يتكون من ثماني فرق.
تاريخ كرة القدم الكندية
الأول لكرة القدم ملعب كرة قدم وثقت
كانت مباراة لعبة لعبته في 9 نوفمبر،
1861 ، في جامعة كلية، جامعة
تورونتو (حوالي 400 متر غرب
كوينز بارك). أحد المشاركين في
اللعبة التي تنطوي على جامعة تورنتو
وكان الطلاب (سيدي) وليام Mulock ، في وقت لاحق
مستشار المدرسة. ناد لكرة القدم
وتشكلت في جامعة قريبا
بعد ذلك، على الرغم من أن نظامه لعب في
هذه المرحلة غير واضحة. [2]
في عام 1864 ، في كلية ترينيتي، تورونتو، ف.
بارلو كمبرلاند وفريدريك ألف بيتون
وضعت على أساس قواعد لعبة الركبي لكرة القدم.
ومع ذلك، وكرة القدم الكندية الحديثة على نطاق واسع
يعتبر وجود نشأت مع لعبة
لعبت لعبة الركبي في مونتريال، في عام 1865 ، عندما
لعب ضباط الجيش البريطاني المحلية
المدنيين. [2] لعبة اكتسبت تدريجيا
التالية، وكرة القدم نادي مونتريال
تشكلت في عام 1868 ، وسجلت أول غير
جامعة ناد لكرة القدم في كندا.
هذه لعبة الركبي، وسرعان ما أصبحت كرة القدم شعبية في
جامعة ماكجيل في مونتريال. ماكغيل
تحدى جامعة هارفارد لعبة، في
1874 [4].
سابقاتها لكرة القدم الكندية
الجامعة الكندية تشمل الرجبي
الاتحاد CRFU) ، واتحاد الركبي الكندية.
وCRFU ، سلف الأصلي إلى
الكندي الحالي لكرة القدم، وكان
أنشئت في عام 1882.

## أبرز الاختلافات بين كرة القدم الكندية والأمريكية
- طول الملعب في كرة القدم الكندية 110 ياردات، بينما طوله في الأمريكية 100 ياردة.
- مناطق النهاية (endzones) أكبر بكثير من الأمريكية.
- يعطى الفريق ثلاث محاولات في الكندية للتخطي بينما تعطى الفرق في الأمريكية أربع محاولات.
- أعمدة الأهداف موجودة أمام منطقة النهاية في الكندية، وهي موجودة خلفها في الأمريكية.
- عدد اللاعبين في كرة القدم الأمريكية 11 لاعب بينما في كرة القدم الكندية 12

## معرض صور

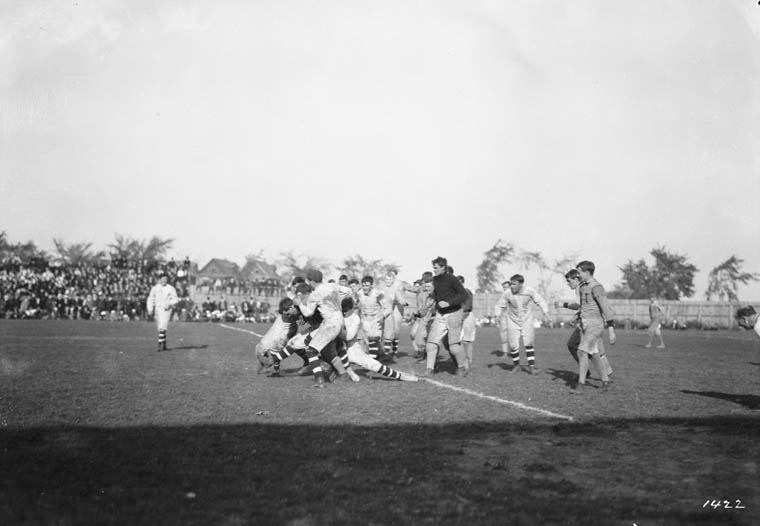
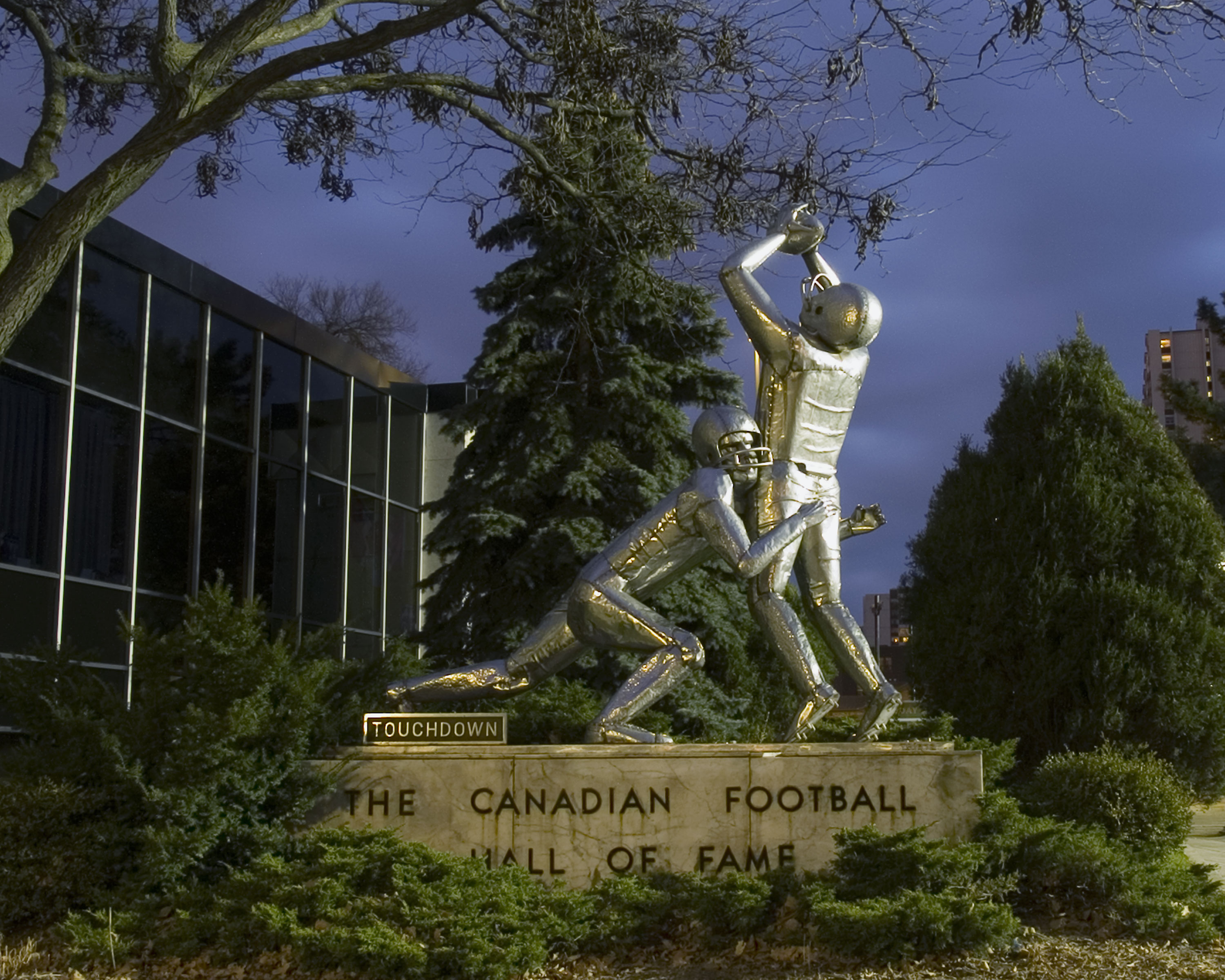
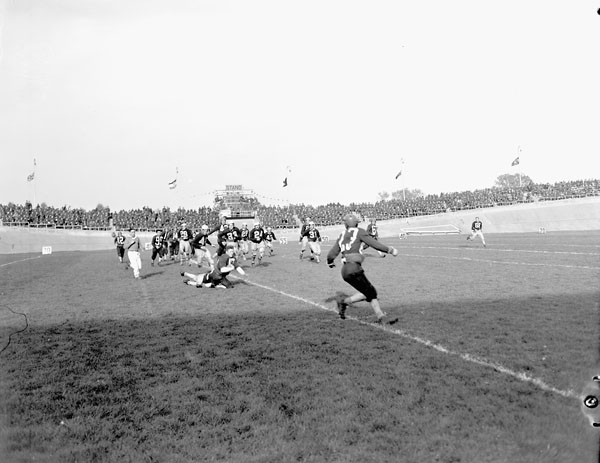